# 꼬마 니콜라의 여름방학
《꼬마 니콜라의 여름방학》(프랑스어: Les Vacances du petit Nicolas)은 2014년 개봉된 프랑스의 코미디 영화 꼬마 니콜라의 속편으로, 르네 고시니의 동명의 그림책을 원작으로 한다.

## 한국판 성우진
- 오인실 - 니콜라
- 유해무 - 니콜라 아빠
- 오수경 - 니콜라 엄마
- 이선영 - 외할머니
- 이미연 - 크래팽 / 마리 에드비주
- 강규리 - 프뤽티에
- 선은혜 - 꼼므 / 이자벨
- 유호한 - 마씨모 마씨니 감독
- 홍진욱 - 베르니끄 / 교장선생님
- 곽윤상 - 대령 / 므슈붐 사장
- 공경은 - 드조드조
- 사문영 - 블레즈
- 권창욱 - 부이용